# 河村盛文
河村 盛文（かわむら もりふみ、1954年8月11日 - ）は、日本の実業家。MBS企画代表取締役会長。

## 来歴・人物
京都大学卒業後の1977年に毎日放送へ入社。報道記者として、グリコ・森永事件などを追いかけていた。その後「MBSナウ」のディレクターや「新ビーグル号探検記」のディレクター・演出を務め、東京支社に異動。数々のテレビ番組のプロデューサーを務めた。2002年に本社へ戻り人事部長となり、2005年より人事局長を、2007年6月27日から経営戦略室長、2009年6月25日から取締役編成担当兼務編成局長をそれぞれ歴任。2011年6月23日より取締役編成局担当となり、2013年6月20日付でMBS企画副社長となり、同代表取締役社長を経て、2020年6月より現職。後任は北野弘。
2011年7月2日に公開されたアニメ映画『鋼の錬金術師 嘆きの丘の聖なる星』に毎日放送の製作代表として参加した。

## これまで手掛けた番組
- 世界ウルルン滞在記（プロデューサー）
- 情熱大陸（プロデューサー）
- グラフィティ96・97（プロデューサー）
- ダウンタウン・セブン（チーフプロデューサー）

ほか

## 関連人物
- 三村景一
- 中野伸二